# 1826
1826 (MDCCCXXVI) byl rok, který dle gregoriánského kalendáře započal nedělí.

## Události
- 15. ledna – Ve Francii poprvé vyšel týdeník Le Figaro.
- 10. března – Zemřel portugalský král Jan VI.
- 17. červen – Osmanský sultán Mahmut II. vydal dekret o zrušení janičárského sboru.
- 4. července – V den 50. výročí Deklarace nezávislosti USA zemřeli bývalí američtí prezidenti Thomas Jefferson a John Adams.
- U obce Mladeč na Olomoucku byly objeveny Mladečské jeskyně.
- Magdalena Dobromila Rettigová vydala Domácí kuchařku aneb pojednání o domácích pokrměch pro dcerky české i moravské.

### Probíhající události
- 1817–1864 – Kavkazská válka
- 1821–1829 – Řecká osvobozenecká válka
- 1826–1828 – Rusko-perská válka

## Vědy a umění
- 2. února – V pražském Stavovském divadle byla uvedena premiéra opery Františka Škroupa Dráteník.
- Francouzský chemik Antoine Jérôme Balard objevil chemický prvek brom.
- Francouzský vynálezce fotografie Nicéphore Niépce vytvořil nejstarší dosud dochovanou fotografii Pohled z okna v Le Gras.
- Uherský fyzik Štefan Anián Jedlík vytvořil zařízení na výrobu sodové vody.

## Narození

### Česko

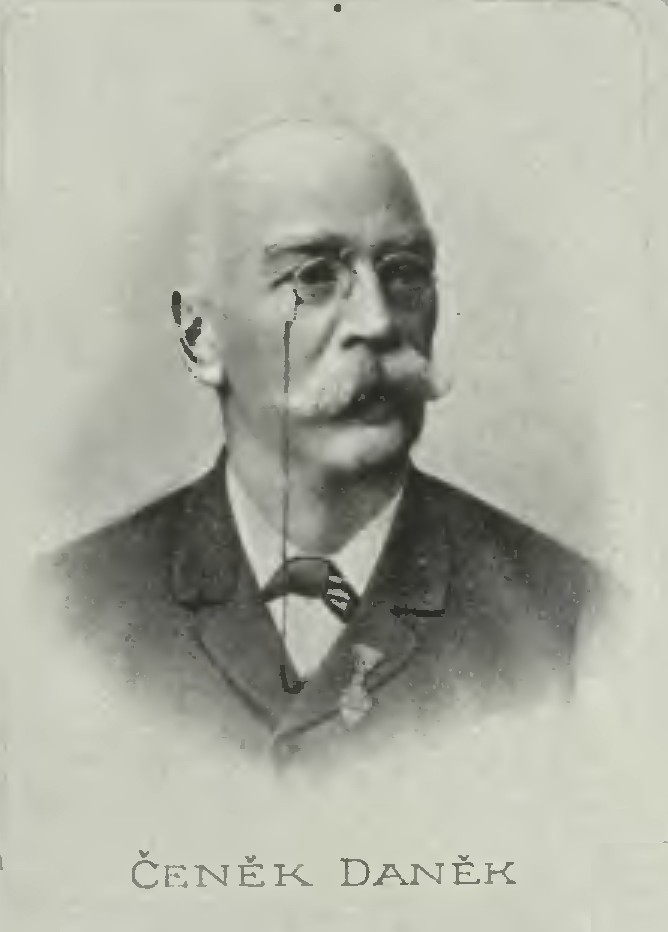
Čeněk Daněk (* 5. dubna)

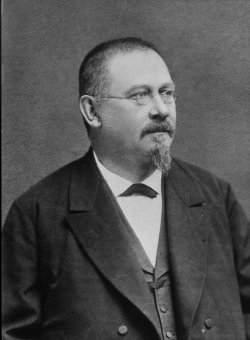
Vojta Náprstek (* 17. dubna)

- 14. ledna – Matěj Kubíček, kněz a politik († ? 1890)
- 29. ledna – František Fáček, politik, publicista a právník († 20. ledna 1889)
- 3. února – Čeněk Hausmann, matematik, profesor mechaniky, rektor Pražské polytechniky († 13. listopad 1896)
- 4. března – Adolf Seifert, lékař, regionální historik a chmelař († 11. června 1910)
- 10. března – Ferdinand Michl, kanovník litoměřické kapituly († 7. března 1901)
- 21. března – Alois Hnilička, hudební skladatel a sbormistr († 10. listopadu 1909)
- 5. dubna – Čeněk Daněk, inženýr, konstruktér a průmyslník († 19. března 1893)
- 17. dubna – Vojta Náprstek, vlastenec, sběratel a osvětový pracovník († 2. září 1894)
- 18. dubna – Vojtěch Weidenhoffer, podnikatel a politik († 1. července 1901)
- 7. května – Josef Farský, tiskař († 16. prosince 1889)
- 10. května – Jan Nepomuk Soukop, kněz, básník, folklorista a speleolog († 26. března 1892)
- 22. května – Johann Bina, mistr houslař († 25. listopadu 1897)
- 15. června – Jindřich Jaroslav Clam-Martinic, politik († 5. června 1887)
- 6. července
  - Vilém Ignác Petters, lékař, profesor dermatologie († 29. července 1875)
  - Kryštof Kachler, arciděkan v Horní Polici († 1. dubna 1897)
- 16. července
  - Karel Vít Hof, historik, novinář a spisovatel († 9. srpna 1887)
  - Vilemína Josefina z Auerspergu, šlechtična a česká vlastenka († 19. prosince 1898)
- 9. srpna – Jan Baptista Lambl, chemik, profesor agronomie († 7. listopadu 1909)
- 18. srpna – Wilhelm Gutmann, podnikatel († 17. května 1895)
- 16. září – Gustav Schmidt, profesor mechaniky, rektor Pražské polytechniky († 27. ledna 1883)
- 10. října – Franz Schlegel, poslanec Českého zemského sněmu († 11. srpna 1908)
- 21. října – Anton Meißler, poslanec Českého zemského sněmu a Říšské rady († 16. listopadu 1893)
- 25. října – Pavel Jehlička, pedagog († 16. září 1883)
- 4. listopadu – Karel Šimanovský, divadelní herec a režisér († 14. června 1904)
- 23. listopadu - Karel Lüftner , obchodník a zakladatel Jesenické továrny na podkůvky († 7. května1897)
- 2. prosince – Jan Erazim Sojka, básník, spisovatel a novinář († 24. srpna 1887)
- 3. prosince – Franz Schmeykal, politik německé národnosti v Čechách († 5. dubna 1894)
- 21. prosince – Heinrich Seidemann, poslanec Českého zemského sněmu a Říšské rady, starosta Jablonce nad Nisou († 10. února 1905)
- 23. prosince – Ferdinand Břetislav Mikovec, dramatik a básník († 22. září 1862)
- ? – Stanislav Neumann, právník a politik († 7. dubna 1880)
- ? – Leopold Stephan, malíř († 26. března 1890)

### Svět
- 7. ledna – Zikmund Habsbursko-Lotrinský, arcivévoda rakouský, vnuk císaře Leopolda II. († 15. prosince 1891)
- 10. ledna – Leonhard Achleuthner, kněz, hornorakouský] zemský hejtman († 15. února 1905)
- 16. ledna – Romuald Traugutt, polský generál († 5. srpna 1864)
- 26. ledna – Julia Grantová, manželka 18. prezidenta USA Ulyssese Granta († 14. prosince 1902)
- 27. ledna – Michail Jevgrafovič Saltykov-Ščedrin, ruský spisovatel († 10. května 1889)
- 3. února – Walter Bagehot, anglický bankéř a novinář († 24. března 1877)
- 12. února – Valentin Oswald Ottendorfer, americký tiskový magnát, mecenáš († 15. prosince 1900)
- 1. března – Blahoslavený Jan Křtitel Mazzucconi, italský misionář († září 1855)
- 8. března – William Notman, kanadský fotograf († 25. listopadu 1891)
- 4. dubna
  - Samuel Boden, anglický šachový mistr a novinář († 13. ledna 1882)
  - Zénobe Gramme, belgický vynálezce († 20. ledna 1901)
- 6. dubna – Gustave Moreau, francouzský malíř († 18. dubna 1898)
- 24. dubna – Ferdinand Bischoff, profesor rakouského práva, rektor Univerzity ve Štýrském Hradci († 16. srpna 1915)
- 1. května – Auguste-Rosalie Bisson, francouzský fotograf († 22. dubna 1900)
- 3. května – Karel XV., švédský a norský král († 18. září 1872)
- 4. května – Frederic Edwin Church, americký malíř († 7. dubna 1900)
- 5. května – Evženie z Montijo, manželka francouzského císaře Napoleona III. († 1920)
- 20. května – Moritz von Streit, předlitavský politik († 22. března 1890)
- 23. května – Adile Sultan, osmanská princezna a dcera sultána Mahmuda II. († 12. února 1899)
- 25. května – Danilo II. Petrović-Njegoš, první černohorský kníže († 13. srpna 1860)
- 3. června
  - Viliam Pauliny-Tóth, slovenský politik, spisovatel, básník a publicista († 6. května 1877)
  - Nikolaj Michajlovič Karamzin, ruský spisovatel a historik (* 12. prosince 1766)
- 21. června – Angelo Zottoli, italský sinolog, katolický misionář v Číně († 9. listopadu 1902)
- 8. července – Friedrich Chrysander, německý hudební vědec († 3. září 1901)
- 13. července – Stanislao Cannizzaro, italský chemik († 10. května 1910)
- 16. července – Vilemína Auerspergová, šlechtična z rodu Colloredo-Mansfeld († 19. prosince 1898)
- 4. srpna – Domenico Morelli, italský malíř († 13. srpna 1901)
- 7. srpna – August Ahlqvist, finský básník, literární kritik, filolog († 20. listopadu 1889)
- 21. srpna – Carl Gegenbaur, německý anatom († 14. června 1903)
- 26. srpna – Alexandra Bavorská, princezna bavorská a spisovatelka († 21. září 1875)
- 3. září – Alberto Pasini, italský malíř († 15. prosince 1899)
- 9. září – Fridrich I. Bádenský, bádenský velkovévoda († 28. září 1907)
- 17. září – Bernhard Riemann, německý matematik († 20. červenec 1866)
- 19. září – William James Harding, novozélandský fotograf († 13. května 1899)
- 1. října – Karl von Piloty, německý malíř († 21. července 1886)
- 4. října – Augusta Württemberská, německá princezna († 3. prosince 1898)
- 4. listopadu – Albert Réville, francouzský protestantský teolog († 25. října 1906)
- 24. listopadu – Carlo Collodi, italský novinář a spisovatel († 26. října 1890)
- 1. prosince – Sereno Watson, americký botanik († 9. března 1892)
- 8. prosince – Silvestro Lega, italský malíř († 21. listopadu 1895)
- 11. prosince – William Henry Waddington, francouzský numismatik, archeolog a politik († 13. ledna 1894)
- 18. prosince – Theodor von Sickel, německo-rakouský historik († 21. dubna 1908)
- 25. prosince – Georg Krauss, německý průmyslník († 5. listopadu 1906)
- ? – George Webb Medley, anglický šachový mistr († 1898)
- ? – Gülcemal Kadınefendi, konkubína osmanského sultána Abdulmecida I. († 15. prosince 1851)
- ? – Rahime Perestu Sultan, manželka osmanského sultána Abdulmecida I. a Valide Sultan († 11. prosince 1905)
- ? – Ahmed Hamdi Paša, osmanský státník a velkovezír († 1885)

## Úmrtí

### Česko
- 3. září – Jan Petr Cerroni, historik a archivář (* 15. května 1753)
- 22. listopadu – Pavel Lambert Mašek, varhaník a hudební skladatel (* 14. září 1761)

### Svět

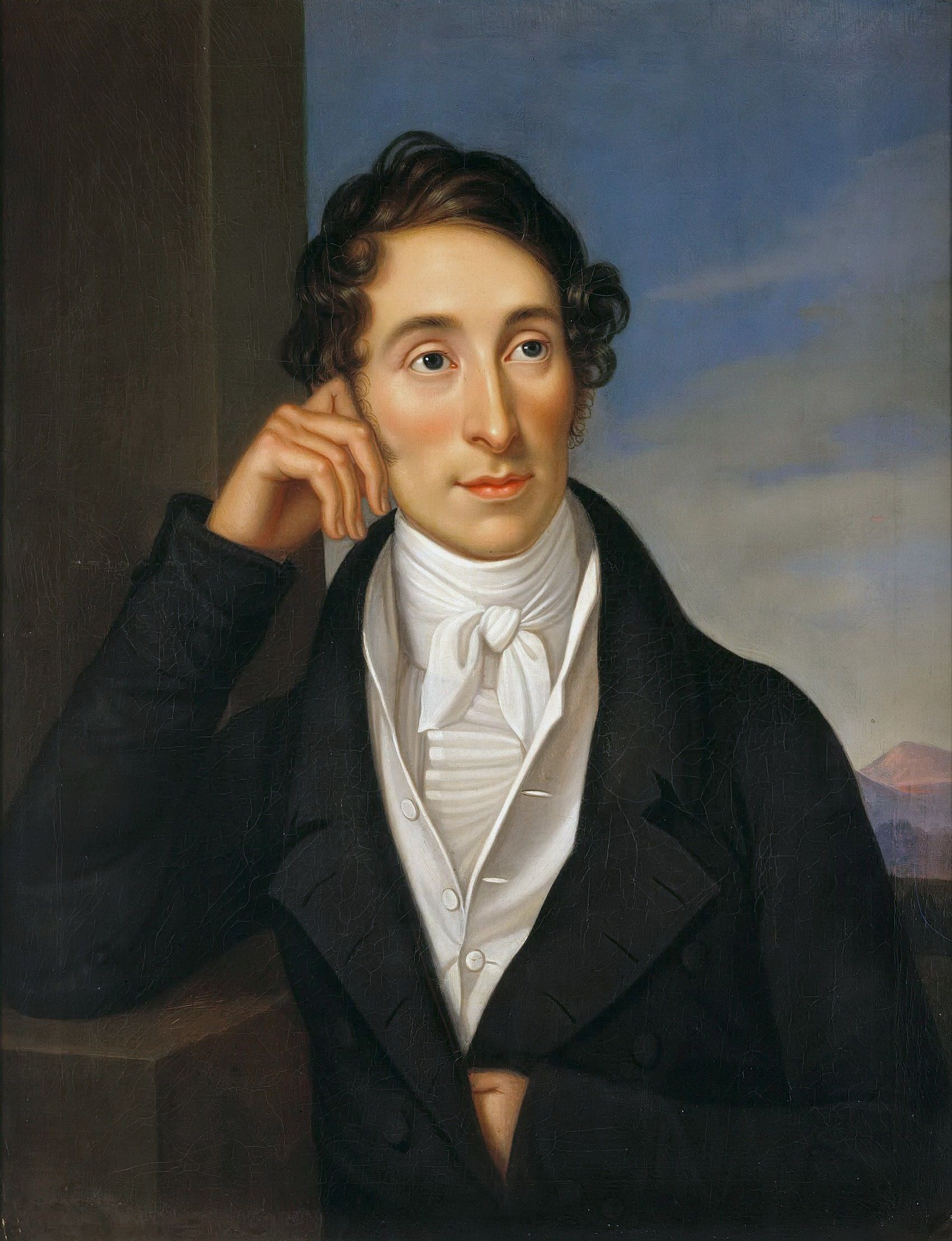
Carl Maria von Weber († 5. června)

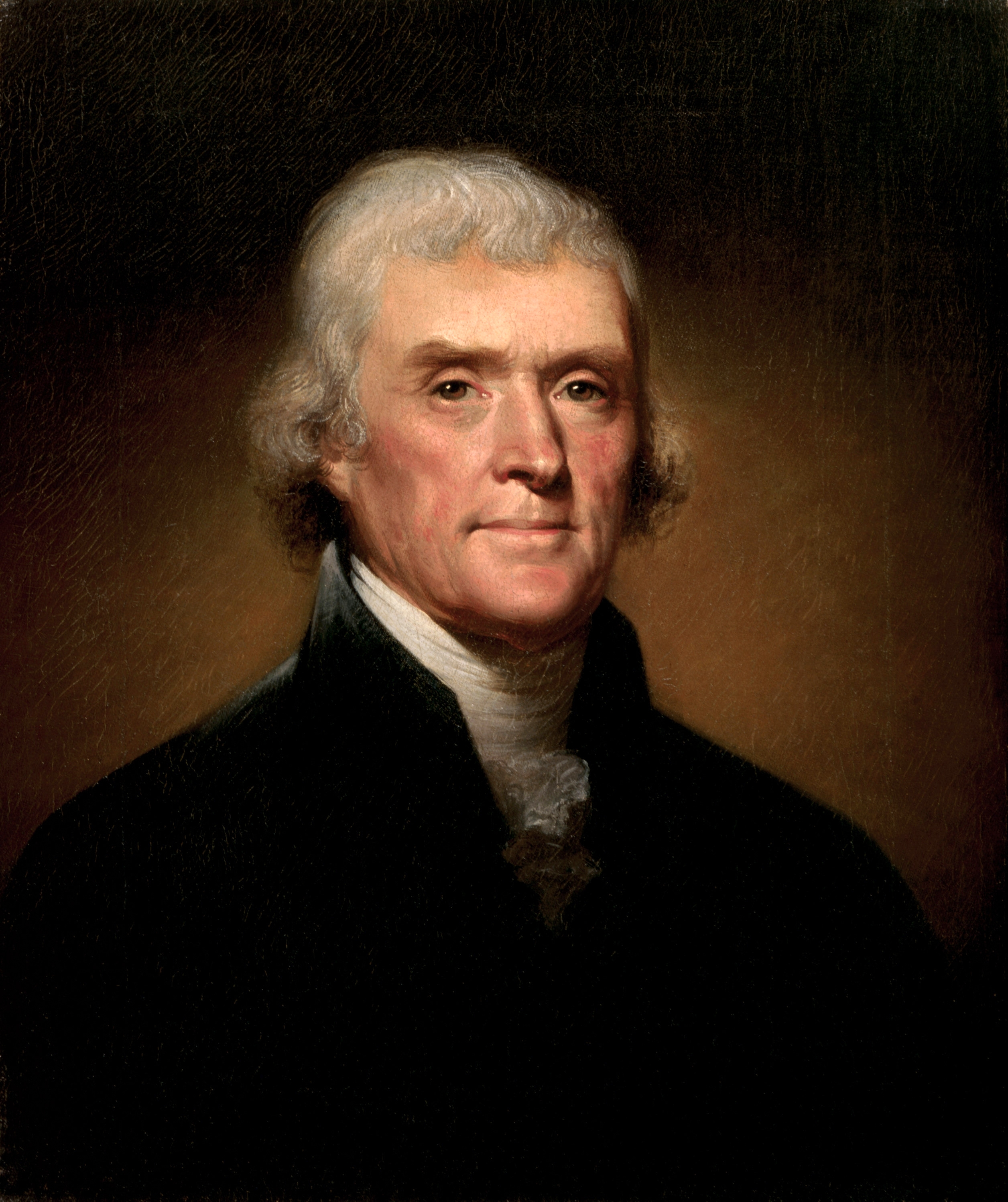
Thomas Jefferson († 4. července)

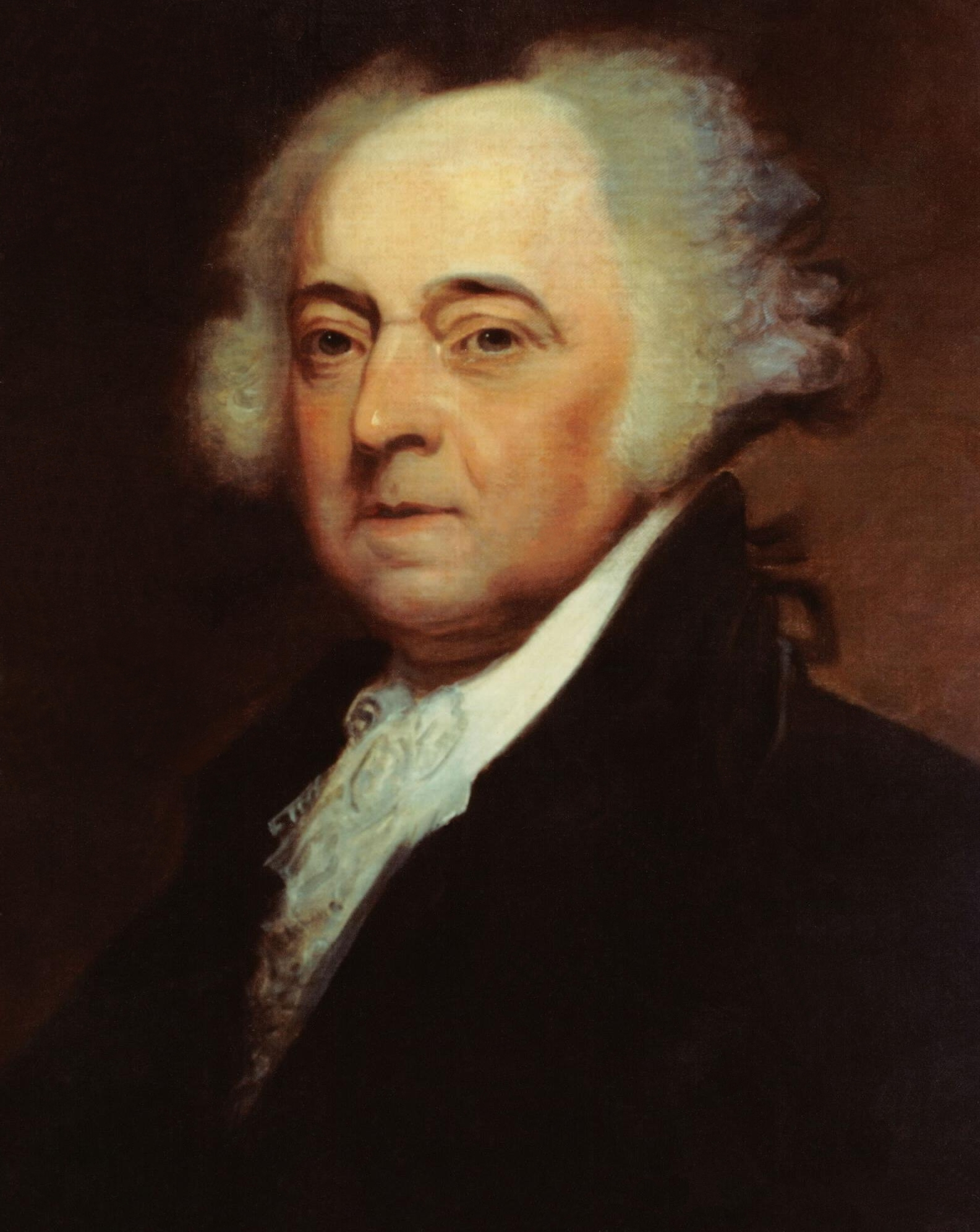
John Adams († 4. července)

- 3. ledna – Louis Gabriel Suchet, francouzský napoleonský maršál (* 2. března 1770)
- 6. ledna – John Farey, anglický geolog, matematik a spisovatel (* 1766)
- 17. ledna – Juan Crisóstomo de Arriaga, španělský hudební skladatel (* 27. ledna 1806)
- 28. ledna – Gustaf von Paykull, švédský ornitolog a entomolog (* 21. srpna 1757)
- 2. února – Jean Anthelme Brillat-Savarin, francouzský právník, politik, gurmán a gastronom (* 1. dubna 1755)
- 20. února – Josef Emanuel Canal, rakouský botanik a humanista (* 3. června 1745)
- 10. března – Jan VI. Portugalský, portugalský král (* 13. května 1767)
- 14. března – Johann Baptist von Spix, německý zoolog, přírodovědec a cestovatel v Jižní Americe (* 9. února 1781)
- 15. dubna – Bósai Kameda, japonský malíř, kaligraf a učenec (* 21. října 1752)
- 2. května – Antoni Malczewski, polský básník (* 3. června 1793)
- 13. května – Christian Kramp, francouzský matematik (* 8. července 1760)
- 16. května – Luisa Bádenská, ruská carevna, manželka Alexandra I. (* 24. ledna 1779)
- 21. května – Georg Friedrich von Reichenbach, německý mechanik (* 24. srpna 1771)
- 4. června – Augusta Württemberská, kněžna z Thurn-Taxisu (* 4. června 1734)
- 5. června – Carl Maria von Weber, německý hudební skladatel, kapelník, kritik, klavírista a dirigent (* 18. listopadu 1786)
- 7. června – Joseph von Fraunhofer, německý optik, fyzik a astronom (astrofyzik) (* 6. března 1787)
- 4. července
  - John Adams, druhý prezident Spojených států amerických (* 30. října 1735)
  - Thomas Jefferson, třetí prezident Spojených států amerických (* 13. dubna 1743)
- 5. července
  - Joseph Louis Proust, francouzský chemik (* 26. září 1754)
  - Thomas Stamford Raffles, britský státník, zakladatel Singapuru (* 6. července 1781)
- 22. července – Giuseppe Piazzi, italský řeholník, matematik a astronom (* 7. července 1746)
- 25. července – Kondratij Fjodorovič Rylejev, ruský básník a povstalec (* 29. září 1795)
- 13. srpna – René Théophile Hyacinthe Laënnec, francouzský lékař, vynálezce stetoskopu (* 17. února 1781)
- 13. září – Jacob Hübner, německý přírodovědec, malíř a ilustrátor (* 20. června 1761)
- 22. září – Johann Peter Hebel, německý spisovatel, teolog a pedagog (* 10. května 1760)
- 25. září – Frederika Dorotea Bádenská, švédská královna, manželka švédského krále Gustava IV. Adolfa (* 12. března 1781)
- 8. října – Marie-Guillemine Benoist, francouzská malířka (* 18. prosince 1768)
- 19. října – François-Joseph Talma, francouzský herec (* 15. ledna 1763)
- 22. října – Leopold Leonhard Raymund Reichsgraf Joseph Thun-Hohenstein, poslední pasovský kníže-biskup a majitel empírového statku Cibulka (* 17. dubna 1748)
- 25. října – Philippe Pinel, francouzský psychiatr (* 20. dubna 1745)
- 28. října – Martin Johann Wikosch, rakouský historik moravského původu (* 8. listopadu 1754)
- 2. listopadu – Nicolas Chambon, francouzský lékař a politik (* 21. září 1748)
- 23. listopadu – Johann Elert Bode, německý astronom (* 19. ledna 1747)
- 24. listopadu – Clarke Abel, britský lékař, cestovatel a botanik (* 5. září 1789)
- 1. prosince – Carl August Wilhelm Berends, německý lékař a filozof (* 19. května 1754)
- 3. prosince – Levin August von Bennigsen, ruský generál německého původu (* 10. února 1745)
- 11. prosince – Marie Leopoldina Habsbursko-Lotrinská, brazilská císařovna (* 1797)
- 21. prosince – Gaetano Andreozzi, italský operní skladatel (* 22. května 1755)

## Hlavy států
- Francie – Karel X. (1824–1830)
- Království obojí Sicílie – František I. (1825–1830)
- Osmanská říše – Mahmut II. (1808–1839)
- Prusko – Fridrich Vilém III. (1797–1840)
- Rakouské císařství – František I. (1792–1835)
- Rusko – Mikuláš I. (1825–1855)
- Spojené království – Jiří IV. (1820–1830)
- Španělsko – Ferdinand VII. (1813–1833)
- Švédsko – Karel XIV. (1818–1844)
- USA – John Quincy Adams (1825–1829)
- Papež – Lev XII. (1823–1829)
- Japonsko – Ninkó (1817–1846)
- Lombardsko-benátské království – Rainer Josef Habsbursko-Lotrinský